# Мусралиев, Динмухамед Рысымбекулы
Динмухамед (Динмухар) Рысымбекулы Мусралиев (род. 24 августа 1978) — казахстанский самбист и дзюдоист, победитель первенства мира по самбо среди молодёжи 1997 года, чемпион Казахстана по дзюдо 2003 года, чемпион Азии по самбо, бронзовый призёр розыгрыша Кубка мира 1996 года, серебряный (2002) и бронзовый (1997, 2000, 2005) призёр чемпионатов мира по самбо. По самбо выступал во второй полусредней (до 74 кг) и первой средней (до 82 кг) весовых категориях.